# Garde-jupe
 (juin 2023).
Si vous disposez d'ouvrages ou d'articles de référence ou si vous connaissez des sites web de qualité traitant du thème abordé ici, merci de compléter l'article en donnant les références utiles à sa vérifiabilité et en les liant à la section « Notes et références ».

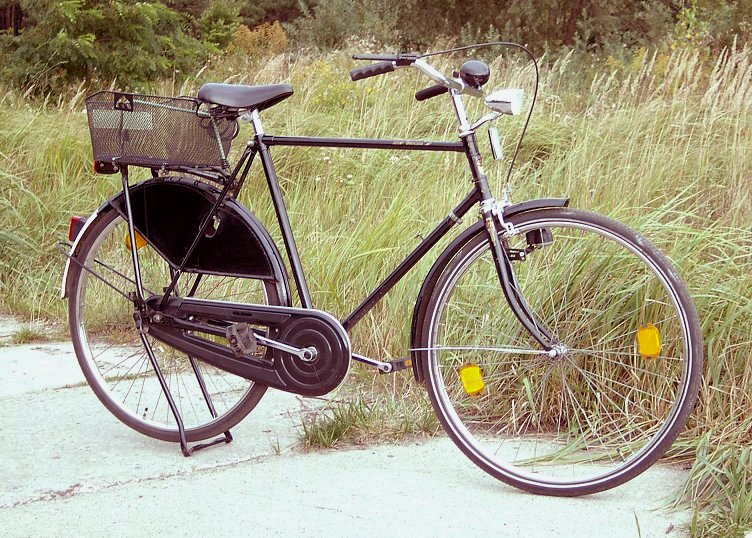
Bicyclette équipée d'un garde-jupe, d'un garde-chaîne et de 2 garde-boue.

Le garde-jupe est un dispositif conçu pour empêcher que des vêtements ou accessoires soient en contact avec la roue arrière d’un vélo, ce qui pourrait risquer de les salir ou qu'ils se coincent dans les rayons ou le système de freinage. Ce dispositif va souvent de pair avec le garde-chaîne, un dispositif qui entoure la chaîne et évite ainsi au ou à la cycliste de salir le bas de ses vêtements.